# Río Nucuray
Der Río Nucuray ist ein etwa 280 km langer linker Nebenfluss des Río Marañón im Nordosten von Peru in der Provinz Alto Amazonas der Region Loreto.

## Flusslauf
Der Río Nucuray entspringt im äußersten Norden des Distrikts Lagunas. Das Quellgebiet befindet sich 3 km vom Flusslauf des Río Pastaza entfernt, 6 km südöstlich der Ortschaft Loboyacu. Der Río Nucuray durchquert das Amazonastiefland in südsüdöstlicher Richtung. Er weist auf seinem gesamten Flusslauf ein stark mäandrierendes Verhalten mit unzähligen engen Flussschlingen und Altarmen auf. Bei Flusskilometer 45 trifft der Río Pavayacu, der bedeutendste Nebenfluss, von Westen kommend auf den Río Nucuray. Auf den letzten 20 Kilometern wendet sich der Fluss nach Osten. Er mündet schließlich bei der Ortschaft Seis de Julio (6 de Julio) auf einer Höhe von etwa 110 m in den Río Marañón.

## Einzugsgebiet
Der Río Nucuray entwässert eine Fläche von ungefähr 4550 km². Das Einzugsgebiet des Río Nucuray entspricht dem nördlich des Río Marañón gelegenen Teils des Distrikts Lagunas. Das Einzugsgebiet grenzt im Westen an das des Río Pastaza, im Osten an das des Río Urituyacu. Am Flusslauf des Río Nucuray und des Río Pavayacu befinden sich mehrere Siedlungen. Ansonsten ist das Gebiet weitgehend unbewohnt und besteht fast vollständig aus tropischem Regenwald und Sumpfgebieten.